# Gunnar Dryselius
Gunnar Dryselius (ur. 2 maja 1907 w Sundsvall, zm. 16 września 1982) – szwedzki prawnik, dyplomata i urzędnik konsularny.
Otrzymał tytuł licencjata prawa na Uniwersytecie w Uppsali (1928) i magistra na Uniwersytecie w Sztokholmie (1933). W tymże roku wstąpił do szwedzkiej służby zagranicznej, pełniąc m.in. funkcję attaché w Ministerstwie Spraw Zagranicznych, urzędnika w Londynie (1934), Pradze (1935-1936), chargé d'affaires w Buenos Aires (1937-1938) i (1939-1940), II sekretarzem (1940-1944) i I sekretarzem w MSZ (1944), konsulem w Gdańsku (1945), szefem biura w MSZ (1946), konsulem w Nowym Jorku (1947), konsulem/konsulem gen. w Houston (1950-1958), posłem w Caracas (1958-1963) i Lizbonie (1964-1970). W 1970 uzyskał stopień ambasadora.